# Comté de Dakota (Nebraska)
Pour les articles homonymes, voir Comté de Dakota.
Le comté de Dakota est un comté de l'État du Nebraska, aux États-Unis. Son siège est la ville de Dakota City.